# 中谷眞喜子
中谷 眞喜子（なかたに まきこ）はフリーの女性バイリンガルアナウンサーである。
イギリスの帰国子女であるため、ブリティッシュアクセントの英語を話す。

## 人物
3月1日東京都上野生まれ、神奈川県育ち、魚座、O型、身長167cm、服のサイズ7号、靴サイズ23cm

## 学歴
- トキワ松学園中学校・高等学校
- 成蹊大学法学部
- 東京アナウンス学院
- 英国ケンブリッジ大学ペンブロークカレッジ
- 高校英国サウスエンドエセックスカレッジ

## 資格免許
普通自動車免許 英国にて取得、TOEIC920点でビジネス英語逐次通訳レベル、ファイナンシャルプランナー技能士3級、ペン字検定4級

## 趣味・特技
英会話、ゲーム、車の運転、古地図（特に江戸時代の古地図を収集）、華道（草月流）、ヨガ
- Switchと海外ドラマやリアリティ番組が大好き。
- 特に好きなのは SATC。
- 海外ドラマは大概観ている。
- 週に一本は試写会に行くほど映画好き。

## 出演

### TVレポーター
- NTV『満点企業』『パブリッ』
- NHK international CM
- ABC『日本とっておき極上の味の宿』
- MBS『毎日ニュースナビ』
- MX TV『高校野球中継』
- テレビ埼玉『情報あさびん』
- テレビ埼玉『アーサーズ・アンサー』
- 江戸川ケーブルTV『江戸川いい店』
- 東京ケーブル『都市対抗野球』
- トラベラーズTV『RELAX』
- 大前健一CH『経営者ライブ』
- NTTコミュニケーションズWEB-TVにてキャスター

### TVアシスタント
- 千葉テレビ『カラオケトライアル』

### TVCM
- NTTフレッツ光 オペレーター役
- ゲンキウコン レポーター役
- JVC

### バイリンガルMC
- 洞爺湖サミット
- APEC JAPAN
- 世界経済サミット
- F1日本グランプリ
- Super Battle of Mini
- G20高齢化社会経済会議
- FIA インターコンチネンタル　ドリフトカップ
- ヤマハジュニア国際コンクール